# Raimon
Ramón Pelegero Sanchis, mais conhecido pelo seu nome em valenciano Raimon (Játiva, Valência, 2 de dezembro de 1940), é um cantor espanhol de língua valenciana, um dos maiores expoentes do movimento histórico Nova Cançó e um dos artistas valencianos mais conhecidos. Em 2014, recebeu o Prêmio de Honra das Letras Catalãs.